# 귀족

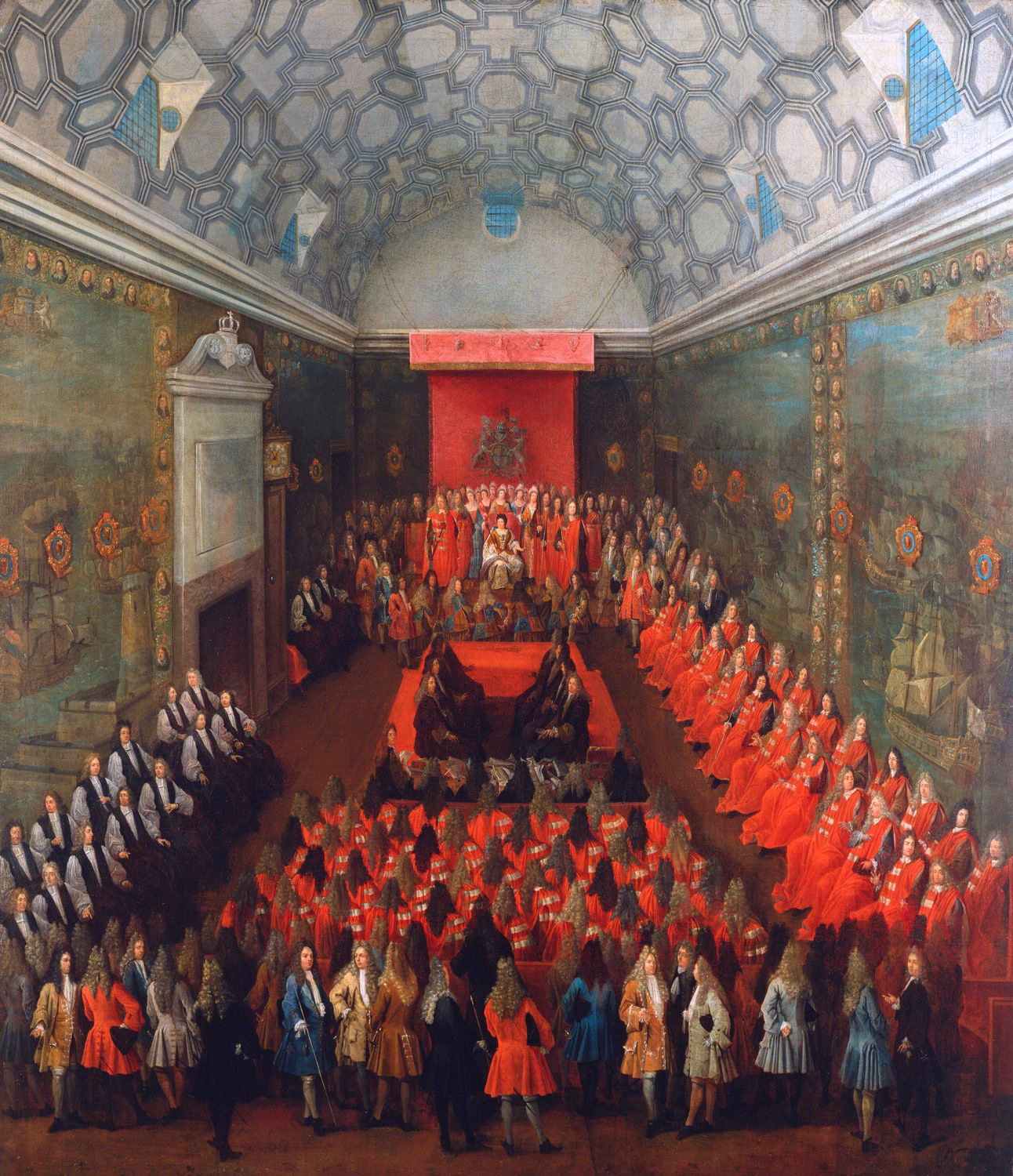
귀족원은 영국 의회의 상위 입법부이며 귀족(세습 작위 소유자와 개인의 삶을 위해서만 귀족)에서 선출된 의원들로 채워진다.

귀족(貴族, 영어: nobility, aristocrat)이란 혈통이나 문벌에 의해 사회적 권력을 가지고 있는 자나 그 일족, 또는 그 신분을 말한다. 곧 귀족이 국가를 통치하는 체제를 귀족정(aristocracy)이라 한다. 주로 가계에 따라 세습되지만, 특별한 공적에 의해 새로 귀족이 될 수도 있다. 시대에 따라 이들의 사회적 지위는 달라져 왔으나, 주로 귀족이 아닌 일반 민중보다 큰 부, 권력, 특권을 누릴 수 있었다. 역사적으로 이들은 보통 민중의 편이 아니었으나 가끔 그리스의 경우처럼 귀족 출신이나 민중의 편에 서서 민주주의 따위에 기여한 사람들도 있긴 있었다. 부처의 경우도 귀족 출신이나 당시 민중의 비참한 삶을 보고 동정심을 느꼈다고 한다.
국가에 따라 귀족제의 형태는 상이하므로 그 범위와 규모가 천차만별이다. '황족(皇族)', '왕족(王族)', '공족(公族)' 등으로 불리는 군주의 일족, 곧 왕실(royalty)을 귀족보다도 높은 특별한 지위로써 보아 귀족에 포함하지 않기도 한다.
중세 유럽의 기사도의 모토였던 노블레스 오블리주는 특별한 권리는 곧 특별한 의무도 동반한다는 것을 가리키는 말로, 귀족의 일상적 몸가짐부터 고귀해야 함은 물론 사회적으로 특수한 책임을 져야 한다는 사상이었다. 귀족들은 중세 이전에도 고귀한 자에 대한 사상을 발전시켰으며 그들의 사상이 실현된 집단과 사회를 바탕으로 적은 숫자로도 스노하체스트보 등에 시달리던 다수의 타인을 정복하고 지배하기도 했다.
역사적으로 특히 귀족 태생인 순혈 귀족들은 민중적 입장이나 통합을 별로 고려하지 않아서 인도의 카스트처럼 민족주의나 민주주의에 불리한 유산을 남기기도 했다. 마케도니아를 포함한 그리스의 귀족들도 자신들의 정복과 지배에 방해가 되는 그리스 민족이나 민주주의자들을 학살하기도 했으나 평민파 귀족인 클레이스테네스는 귀족들의 혈연 부족을 해체하기도 했다. 중세 귀족들 역시 피지배층의 반격에 대한 이해도가 꽤 높아서 성과를 거둔 민중 반란군조차 귀족들에 의해 쉽게 무너질 수도 있었다.

## 귀족제
귀족제(貴族制, peerage)는 귀족의 세습과 등작, 특권 등을 규정하는 제도이다. 시대와 나라에 따라 귀족제의 양태는 제각각 다르다. 이런 나라는 주로 혈통과 혹은 문벌, 재산 등에 의해서 특권이 인정된 귀족정(貴族政, 영어: aristocracy)으로 통치하며 귀족 전원 혹은 대다수가 참가하는 직접귀족정과 일부만이 참가하는 간접귀족정이 있다.
귀족정의 공통된 특징으로는 귀족들의 사적인 힘이 매우 강하다는 점이 있다. 예를 들어서, 귀족들에게 사병들이 있거나 과거와 같은 시험 제도가 있어도 그것을 무시하고 관직을 귀족이 그냥 하사했다. 과거를 시행한 중국부터가 귀족들 지배 시기에는 혈연이 중시되어서 학연을 중시하는 유교 관료들은 위상이 추락하는 모습을 볼 수 있다. 특히 과거에는 혈연이 학연이나 지연을 압도하고 세계 대부분을 지배해서 중국의 영향을 받지 않는 지역에서는 과거제와 같은 방식이 훨씬 처참한 취급을 받았다.
목축형 유목민 귀족들은 역사적으로 많은 농경 지역들을 정복하여 계속 지배층이 된 사례들도 있어서 편견처럼 대초원의 생활 양식만 있지는 않았다. 그러나 농경 지역들을 정복하고도 말에 의존하는 생활 양식을 유지한 사람들은 학문에 의존할 이유가 없었기 때문에 문명적인 특성이 편견처럼 약했다.
귀족 출신들은 역사적으로 혈통적 유산을 가졌고 그것들로 지배적인 지위를 얻었으나 근대부터 자본가 집단에 밀려서 위세가 약해졌다. 그러나 여전히 평범한 사람들보단 막강하다. 귀족제 국가들에서는 귀족들의 부귀영화와 지배권, 특권만큼이나 비귀족들의 충성심이 그리 강하지 않아서 위험부담이 커지면 전투에서 죄다 도망치거나 심하면 적군한테 아군 귀족들의 살해를 청탁할 수 있었다. 따라서 귀족제 국가에서 귀족이나 귀족에 준하는 사람들이 직접 위험을 감수하는 현상은 특이한 것이 아니었고 귀족들이 평민 이하인 사람들을 경계하여 방위 수단을 마련한 경우들도 흔했다. 독일 농민전쟁처럼 귀족들이 비무장 민간인에 가까운 인민들을 무자비하게 학살하는 사건 또한 특수하지 않았으며 오히려 그런 것에 양심의 가책을 느끼는 귀족들이 특수하다 할 수 있었다. 허구에 가까운 전설적인 방식으로 자주 기록되어 비현실적으로 생각되기도 하는 인도의 귀족들조차 카마수트라로 대표될 수 있었던 당시 인도의 민중과는 다른 면모가 있었고, 아르타샤스트라의 관점에 의하면 귀족과 국가는 도덕적 목표 따위를 추구하는 집단이 아닌 현실적인 권력을 추구하는 단체였다. 물론 잔혹했던 제국의 몰락과 함께 이들의 사상은 무너졌으나 찬드라굽타의 정복과 지배, 적을 죽이는 자로 불린 빈두사라, 사악한 자란 불교식 별명을 얻었던 아소카의 변화조차 설명할 수 있는 내용이 담긴 이 책을  최근 인도의 고위층이 교과서로 활용하고 있어 근현대 인도의 목적을 권력의 극대화로 보는 시선도 있을 정도로 신화적인 시대부터 현실적인 목표를 추구했던 귀족들도 있었다.
귀족들의 유산은 여러 방식으로 편견보다 오래 지속되어서 미국의 자본가 고위층조차 혈통을 중시했던 역사가 있었고 따라서 혈통이 없었던 미국 부자들은 몰락한 영국의 귀족, 젠트리와 결혼을 통하여 미국의 혈통적 고위층에 합류하길 원했다. 과거 그들이 가졌던 위세로 인하여 미국의 명사였던 피츠제럴드도 전반적으로 상류층에 대한 강한 동경을 지니고, 그것을 문학적으로 그려내려고 애를 쓰기도 했다.
양반은 귀족과 다르나 조선 시대에도 한민족의 귀족 세력이 중국에 비해 여전히 막강했기 때문에 귀족적인 면모도 있다. 하지만 귀족 출신들은 유교 사회에서 결국 귀족 사회에서보다 쇠퇴하게 되었으며 유교적 특성상 송나라나 명나라의 유학자 상류층과 유사성도 강하다. 호족은 귀족과 다른 개념이나 자수성가자만이 아닌 혈통과 세습으로 형성된 고위층이나 귀족이 호족에 속할 수 있어서 어떤 성격에 주목하느냐에 따라 의미가 다르게 쓰일 수 있다.

## 한반도의 귀족들
전라도에서도 전주 이씨처럼 주로 신라에서 비롯된 귀족들이 오랜 역사를 가지고 있으며 제주도 귀족들의 경우에는 신화적 과장을 감안해도 2000년이 넘는 역사를 가지고 있다. 그러나 민주주의 시대에 접어들어 일부는 민중들에게 동화되기도 했다. 국사대요에서는 민주주의적 민족주의 입장에서 한반도 귀족들을 비난하였으나 민중적 정체론에 입각한 한계가 있다. 그러나 우리나라만이 아닌 세계적으로도 지배층이나 위에 있는 사람들은 사실 상대적으로 피지배층의 관점에 관심이 별로 없었던 것으로 알려지기도 했으며 하나의 예로, 대학교수인 Albert FEUERWERKER에 의하면 황제의 관심은 결국 권력을 유지하는 것으로 다른 것들은 그렇게까지 중요하지 않았다고 한다.
신라의 골품 귀족들은 조세는 물론 사람도 지배하는 녹읍을 가지고 있었으며 왕즉불 사상과 업설 등을 통하여 신분 질서를 정당화하였다. 그들은 법흥왕부터 진덕 여왕까지 불교식 왕명을 사용하였다. 귀족 출신인 원효는 아미타 신앙과 일심 사상, 화쟁 사상을 통하여 대중의 중요성을 강조하기도 하였으며 의상은 관음 신앙과 함께 중국에서 대승 불교인 선종을 도입하기도 하였다. 도선 등 선종 승려들은 도교의 풍수지리설을 소개하기도 했다. 고려의 불교에서는 교종을 중시하나 선종과의 융합을 중시하는 천태종이 의천에 의해서 창시되기도 했으며 지눌은 전남 송광사(수선사)에서 선종의 대중성을 조금 더 중시하면서 노동을 중시하는 결사 운동을 전개하였다. 고려 시대에는 귀족들에 의해서 화려한 불화와 불상, 사원, 석탑 등이 발전하였다.
도교 역시 일부 민간 신앙과 도가와 신성 사상 등이 귀족 사회를 중심으로 유행하였으며 이에 따라 백제의 금동 대향로와 산수무늬 벽돌, 고구려 강서대묘의 고분 벽화인 사신도 등이 탄생하였다. 삼국 시대의 불교와 도교는 대체로 불교 우위로 추정되나 귀족들을 중심으로 융합되어 갈등이 그리 심하지는 않았다. 고려의 훈요 10조에서도 불교를 강조하고 있으며 동시에 지역과 천민에 대한 차별도 있어 신분 의식이 드러난다.
유교는 고려 성종 이후부터 통치 이념으로 활용되기 시작하나 삼국 시대에서도 고구려는 중앙에 태학, 지방에 경당을 설치하여 유교를 연구하였고 백제도 오경박사를 두었다. 신라도 화랑도나 임신서기석, 국학에서 유교적 사상을 볼 수 있다. 원성왕은 독서삼품과를 설치하여 유학자들을 관료로 등용하기도 했다. 발해는 주자감과 당에 유학생을 파견하여 빈공과에 응시하기도 했다. 고려는 특히 유학이 점점 성장하여 개경에 국자감, 지방에는 향교를 설치하였다. 사적으로도 사학 12도가 융성하였으며 국가적으로도 7재와 양헌고로 유학을 장려하였다. 정도전과 정몽주 등 신진사대부는 성리학을 기반으로 불교를 비판하였으며 주자가례를 보급하고 귀족제를 비판하였다. 이제현은 공적인 대의명분과 성리학적 유교 사관을 반영한 사략을 쓰기도 했다.
제주도의 귀족들은 고려에 합병이 되기 전에는 몇몇 주요 가문들이 제주도를 지배하였으며 특히 군사력과 경제력을 독점한 고씨 가문이 강대하여 제주도를 절반이나 차지하게 되었다. 그러나 그들의 독주에 다른 귀족들이나 백성들은 불만을 가지게 되었고 끊임없이 패권에 도전하여 점차 장부상의 권리에 지나지 않게 되었다. 그러자 고씨 가문은 여러 원인으로 고려에 제주도를 넘기게 되었다. 고유가 과거를 합격하고 그 아들인 고조기는 높은 관직을 얻으면서 고씨 가문은 고려에서도 꽤 세력을 얻었고 덕분에 귀족제가 아닌 조선이 건국되기 전까지 다른 이들의 도전에도 불과하고 제주도에 대한 상당한 지배권을 유지했다. 하지만 제주도의 본질적인 한계 때문에 그들의 세력은 한반도의 주요 귀족들에 비하면 약소한 편이었고 결국 고씨 가문은 직접적인 개입과 충돌을 회피하게 되었다.
고려에서 온 구당사와 문씨 가문은 고려의 편에 선 고씨 가문을 배경으로 폭정을 펼치게 되었고 이에 불만을 가진 양씨 가문과 백성들은 양수의 난을 일으켰다. 그러나 그들은 패배하였고 정치적 의도가 있었던 지도층 처벌을 대가로 백성들은 죽음을 면하게 되었다. 양씨 가문과 대립하였던 고려의 문씨 가문 역시 문행노의 난 때 양씨 가문에 패배를 당했으나 고씨 가문이 배경이었기 때문에 그들의 세력은 꽤 무사할 수 있었다.
신라는 통일 이후 한반도 남부를 장악했기 때문에 신라계 귀족들은 패배 이후에도 상당한 지분을 차지하였으며 후삼국의 궁예나 견훤부터 시작하여 묘청의 난이나 무신정변, 조선의 전주 이씨까지도 신라의 흔적이 남게 되었다. 심지어 일제강점기를 넘어 현대에서도 신라계 가문들은 망하지 않았으며 비슷하게 오랜 가문인 제주계에 비해서도 전반적으로 우세한 듯하다. 경제력이나 과학기술 등을 고려할 때 현대에서도 좀 유명한 인도의 귀족들보다 우리나라 귀족 세력이 더 강대했던 시절도 있었다.

## 같이 보기
- 귀족정
- 귀족제
- 신분 제도